# Норман, Йоханнес Мусеус
Йоханнес Мусеус Норман (норв. Johannes Musaeus Norman, 1823—1903) — норвежский ботаник и лихенолог.

## Биография
Йоханнес Мусеус Норман родился 26 октября 1823 года в Аскере. Учился в Университете Христиании, в 1847 году получил степень кандидата медицины.
В 1849—1850 и 1855—1859 преподавал в звании доцента в Университете Христиании. С 1860 по 1876 возглавлял департамент лесоводства Тромса и Финнмарка.
Скончался 15 января 1903 года в Христиании.
В настоящее время гербарий Йоханнеса Нормана хранится в Университете Тромсё (TROM).
Основной труд Нормана, монография арктической флоры Норвегии (1894—1901), был издан в двух томах по частям. Первая часть первого тома изначально была напечатана в 1887—1892, однако все копии, за исключением двух, хранившихся у автора, были уничтожены в пожаре. Таким образом, с точки зрения МКБН публикация до 1894 года, когда она была издана вновь, не является эффективной.

## Некоторые публикации
- Norman, J.M. Specialia loca natalia. — 1868. — 138 p.
- Norman, J.M. Yderligere Bidrag til karplanternes udbredning. — Kristiania, 1883. — 180 p.
- Norman, J.M. Norges arktiske flora. — Kristiania, 1894—1901. — 2 vols.

## Лишайники, названные в честь Й. Нормана
- Acarospora normanii H.Magn., 1924
- Lecidea pullata var. normanii Vain., 1934